# لمیر (حویق)
لمیر یک روستا در ایران است که در بخش حویق شهرستان تالش در استان گیلان واقع شده‌است.

## جمعیت
این روستا در دهستان چوبر قرار دارد و براساس سرشماری مرکز آمار ایران در سال ۱۳۸۵، جمعیت آن ۵۶۶ نفر (۱۱۳ خانوار) بوده‌است.